# Acropteris canescens
Acropteris canescens är en fjärilsart som beskrevs av Lucas. Acropteris canescens ingår i släktet Acropteris och familjen Uraniidae. Inga underarter finns listade i Catalogue of Life.